# Kuens
Kuens (wł. Caines) – miejscowość i gmina we Włoszech, w regionie Trydent-Górna Adyga, w prowincji Bolzano.
Liczba mieszkańców gminy wynosiła 396 (dane z roku 2009). Język niemiecki jest językiem ojczystym dla 97,1%, a włoski dla 2,9% mieszkańców (2001).